# Calyptotheca subimmersa
Calyptotheca subimmersa is een mosdiertjessoort uit de familie van de Lanceoporidae. De wetenschappelijke naam van de soort is voor het eerst geldig gepubliceerd in 1879 door MacGillivray.